# Eva Rönström
Eva Rönström (Stoccolma, 29 dicembre 1932 – Nacka, 7 ottobre 2021) è stata una ginnasta svedese.

## Palmarès

### Olimpiadi
- 1 medaglia:
  - 1 argento (Melbourne 1956 a squadre)